# Esthero
Esthero (pronuncia "es-stair-oh"), pseudonimo di Jenny-Bea Englishman (Stratford, 23 dicembre 1978), è una cantautrice canadese.
Il nome Esthero viene anche attribuito al duo formato da lei e dal produttore e musicista statunitense Doc McKinney.

## Il nome
Il nome Esthero deriva dalla crasi di "Esther the Hero" (tradotto dall'inglese "Esther l'eroina"). La cantante ha dichiarato di aver preso spunto dal nome dell'eroina del romanzo La campana di vetro di Sylvia Plath e dall'ultimo rigo dello stesso libro (If I am to be the hero, then I cannot fly from darkness).

## Stile
Lo stile musicale è caratterizzato dall'unione di diversi generi e strumenti musicali: melodie basate sul basso, batterie jazz e chitarre. La cantante è stata accostata a gruppi come gli Sade e i Portishead.

## Biografia
All'età di 16 anni, Esthero si trasferisce da Walkerton a Toronto, dove inizia la carriera come cantante. Ingaggiata dai manager Beau Ovcaric e Zack Werner, viene presentata a Martin "Doc" McKinney, chitarrista e sound engineer. Con lui forma un duo che registra 6 demo. Nel 1998 esce l'album d'esordio, chiamato Beath from Another (WORK Group).
Il 20 aprile 2004, senza l'assistente Doc, Esthero pubblica O.G. Bitch, un EP contenente sei diversi remix della stessa canzone, più la B-side I Love You.
Nel 2005, a sette anni dall'esordio, viene pubblicato l'album Wikked Lil' Grrrls (Warner Bros.) Il disco contiene illustri partecipazioni, come quelle di André 3000, Sean Lennon, Gnarls Barkley, Jemeni e Cee-Lo Green (Goobie Mob).
Contribuisce con diverse canzoni alle colonne sonore di numerosi film come Go - Una notte da dimenticare (1999), Bounce (2000), Zero Effect (1998) e Manuale d'infedeltà per uomini sposati (2007). La sua canzone Wikked Lil'Grrrls viene inserita nel film Miss F.B.I. - Infiltrata speciale (2005), in diversi spot per le serie Sex and the City e Desperate Housewives.
Nel 2008 collabora alla canzone Yes We Can di will.i.am, al disco 808s & Heartbreak di Kanye West (come coautrice di tre tracce), all'album di debutto di Dangerous Muse's e all'album Human di Brandy.
Nel 2009 collabora con Timbaland nell'album Shock Value II. Nel corso della sua carriera ha collaborato con numerosi altri artisti, tra cui Black Eyed Peas (in Bridging the Gap), DJ Krush (in Kakusei), Nelly Furtado, Blue Man Group, Sugar Ray, Mos Def, Carmen Rizzo, Zion I, Stat Quo e Rye Rye.
Il 5 giugno 2012 pubblica un singolo chiamato Never Gonna Let You Go, scritto e prodotto insieme a Adam Bravin (She Wants Revenge). Il 30 ottobre seguente viene pubblicato l'album Everything is Expensive.

## Discografia

### Album
- 1998 - Breath from Another (Sony/WORK Group)
- 2005 - Wikked Lil' Grrrls (Warner Bros.)
- 2012 - Everything Is Expensive (Universal Music Canada)

### EP
- 2004 - O.G. Bitch
- 2005 - We R In Need of a Musical Revolution